# Fiumicino
Fiumicino – miejscowość i gmina we Włoszech, w regionie Lacjum, w prowincji Rzym.
W miejscowości znajduje się międzynarodowe lotnisko "Leonardo da Vinci", obsługujące Rzym. Do 1992 roku było częścią dzielnicy miasta Rzymu o nazwie Municipio XIV.
Według danych na rok 2004 gminę zamieszkiwały 44 074 osoby, 206,9 os./km².

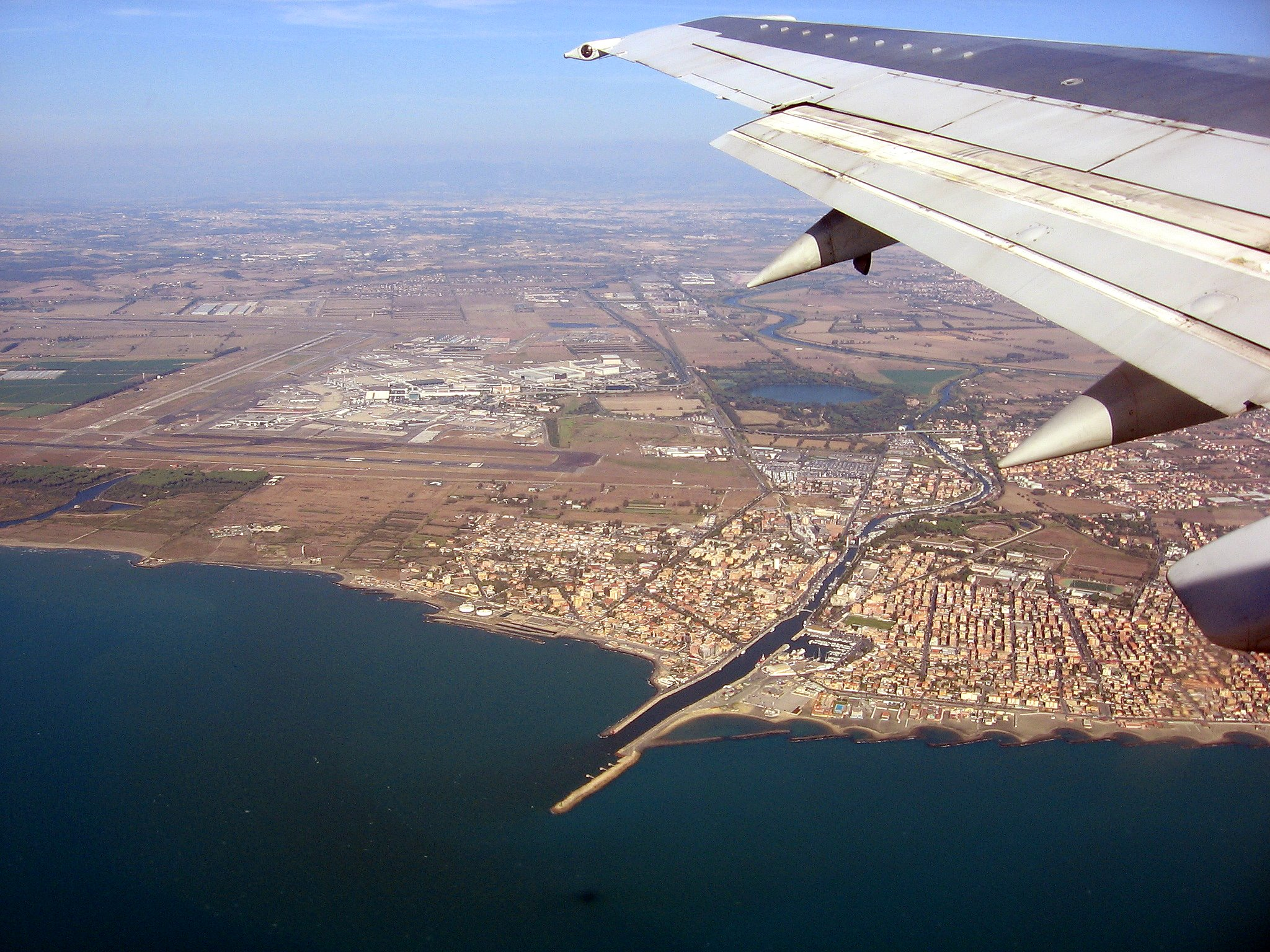
Widok na miejscowość i lotnisko